# درم (دونر)

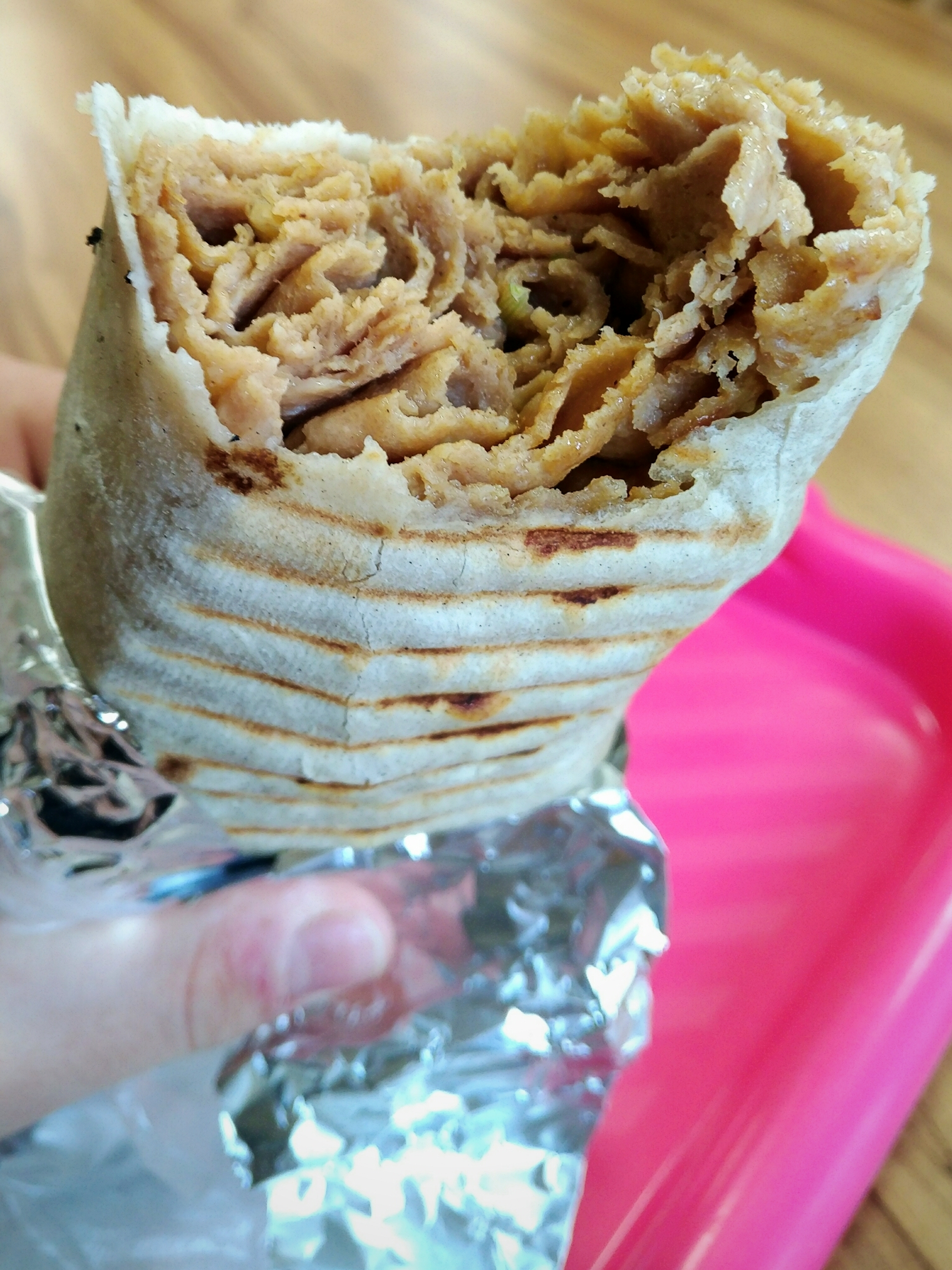
درم

الدُّرُم أو الدُّورُوم أو لفّة (باللغة التركية والإنجليزية: Dürüm) «معناها بالتركية: لفافة أو لفة». هي أكلة أو طبق مصنوع من خبز اليفقة المُسطخ وبداخلها حشوة متنوعة. تشمل الحشوات الشائعة السلطة والصلصة والفلافل وكفتة النيئة والحلوم وشرائح اللحم (لحم البقر أو لحم الضأن، وفي ألمانيا أيضًا الدجاج الرومي). الدُّرُم هي من المطبخ التركي وأحد أنواع كباب الدونر.